# Guillaume de La Voute
Guillaume de La Voute ou de La Voulte, mort le 15 octobre 1392, abbé de Saint-Vincent-du-Vulturne (Italie), puis évêque de Toulon (1364-1368), sous le nom Guillaume IV, évêque de Marseille (1368-1379), sous le nom de Guillaume II, évêque de Valence et Die (1378-1383), sous le nom de Guillaume III, et enfin évêque d'Albi (1383-1392), sous le nom Guillaume VII. Il est probablement issu d'une branche de la maison d'Anduze.

## Biographie

### Origines
Les origines de Guillaume de La Voute (son nom au diocèse de Marseille) ou de La Voulte (aux diocèses de Valence ou d'Albi) ne sont pas précisément connues. Il semble issu des Bermond d'Anduze, seigneurs de la Voulte, du Vivarais, une branche de la famille d'Anduze. L'origine vivaroise est revendiquée par Guillaume.
Sa filiation reste cependant incertaine. Joseph Hyacinthe Albanés (1894) indiquait que, selon Baluze (XVIIe siècle), il pourrait être le fils de Bermond [III] d'Anduze (mort après 1368), seigneur de la Voulte, et de sa première épouse, Éléonore de Poitiers, fille du comte de Valentinois Aymar [V] de Poitiers,. Auguste Roche (1894) proposait la même filiation.

Jules Chevalier (1896) indiquait pour sa part qu'il est le fils de Guillaume, chevalier, seigneur de Saint-Martin et la vallée de Castillon. Ce dernier, selon cette hypothèse, serait le frère de Bermond III, seigneur de la Voulte. 
Selon Chevalier (1896), il serait le frère d'Aymar de La Voute († 1395), successivement évêque de Limassol (Chypre, 1367), Grasse (1374) et Marseille (1379). 
Il est dit neveu de l'ancien évêque de Valence, Aymar de La Voulte († 1365).

### Entrée dans les ordres
Il devient moine au monastère clunisien de Saint-Saturnin, à Pont-Saint-Esprit, dans le diocèse d'Uzès.
Le 22 mars 1359, le pape Innocent VI ne nomme abbé du monastère bénédictin de Saint-Vincent-du-Vulturne, près de Capoue en Italie.

### Carrière épiscopale
Le 13 novembre 1364, Urbain V le fait nommer évêque de Toulon, en remplacement de Raymond II de Daron (Daconis), nommé à l’évêché de Fréjus.
Le même pape le fait nommer le 28 septembre 1368 à l’évêché de Marseille. Il désigne pour grand vicaire, l'avocat Giraud Aymeric, prévôt de l’église de Glandevés. Peu de temps après, en 1371, il est envoyé par le pape Grégoire XI comme nonce à Naples. En effet le pape voulait prévenir énergiquement Philippe II de Tarente qui revendiquait les principautés de Salerne et de Bari, qu’il ne souffrirait de personne des atteintes au royaume de la reine Jeanne Ire de Naples. Guillaume de La Voute avait ordre de l’excommunier s’il n’obéissait pas.
Il revient à Marseille en 1373. En 1374, il met fin à un long conflit avec les Marseillais en exemptant à jamais du paiement des dîmes la ville de Marseille.
À la mort du pape Grégoire XI le 27 mars 1378, il se trouvait à Rome et il est chargé par le cardinal camerlingue d'assurer la sécurité du conclave, qui sera à l'origine du Grand Schisme d'Occident. Après l'élection de l'archevêque de Bari, ce dernier prend le nom d'Urbain VI. Il souhaite se retirer dans le château de Saint-Ange mais il est pris par des émeutiers italiens qui ont failli le massacrer. Il s'enfuit et se réfugie à Vicovero.
En récompense de son dévouement, il est transféré de Marseille au siège de l'Église de Valence et de Die. Le siège de Marseille est laissé à son frère, Aymar. Il est ainsi nommé le 28 avril 1378, par le pape Urbain VI, évêque de Valence et de Die. Le pape Clément VII s'installe, en Avignon. En 1380, le nouvel évêque renouvelle les « immunités des citoyens de Valence ». Il semble que le Chapitre de Valence avait souhaité obtenir son transfert et il avait pour cela contacter le nouveau pape.
Il choisit pour vicaire général, noble Jean Hubaque, tandis que Guillaume Chalhol, chanoine de Die, est désigné comme official ou vicaire général pour le diocèse de Die.
En raison du contexte troublé, les désignations faites par le pape Urbain V sont contextées. Guillaume de la Voulte cherche à se faire confirmer son titre et l'obtient par bulle, le 1er juin 1379, par le nouveau pape Clément VII,.
Le 4 novembre 1383, une nouvelle bulle papale le transfert sur le trône épiscopal d'Alby,, sous le nom de Guillaume VII. Il est à l'origine de l'achèvement « du bâtiment de l'église cathédrale. » Il fait également réparer l'hôpital hôpital Saint-Pierre et Saint-André de Gaillac. La tradition le dit, par erreur, fondateur.
Il meurt le 15 octobre 1392, selon le Nécrologue de la cathédrale (U. Chevalier donne par erreur 1397).

## Armoiries et sceau
| Blason | Blasonnement : d'argent au lion de gueules. Commentaires : Famille de Bermond d'Anduze |

Ces armes sont présentes notamment sur son sceau d'évêque de Marseille.